# Detlef Hopp
Detlef Hopp (* 21. August 1956 in Essen) ist ein deutscher Prähistorischer Archäologe und ehemaliger Stadtarchäologe von Essen.

## Leben
Hopp absolvierte im Zweiten Bildungsweg am Bischöflichen Abendgymnasium in Essen das Abitur und studierte dann an der Ruhr-Universität Bochum Ur- und Frühgeschichte im Hauptfach sowie Klassische Archäologie und Humanbiologie in den Nebenfächern. Er schloss das Studium 1984 mit dem Magister Artium ab und wurde 1989 mit einer Arbeit über früh- und mitteleisenzeitliche Siedlungskeramik am linken Niederrhein promoviert. Er war als Dozent an den Universitäten Osnabrück und Essen tätig. Außerdem war er im Museum Altenessen, einer zeitweiligen Zweigstelle des Ruhrlandmuseums, beschäftigt. Seit 1992 war er mit dem Aufbau der Stadtarchäologie in Essen betraut und war seitdem (ab 1999 als fester Angestellter) bis Ende Oktober 2021 der dortige Stadtarchäologe. Zudem ist er seit mehreren Jahren Lehrbeauftragter am Institut für Archäologische Wissenschaften der Ruhr-Universität Bochum.
Hopps Forschungsschwerpunkte sind die Ur- und Frühgeschichte der Region Niederrhein, die Archäologie der Moderne, die Industriearchäologie sowie die Stadtarchäologie, insbesondere in Essen und Umgebung. Zu diesen Themen hat er im In- und Ausland zahlreiche wissenschaftliche Bücher und Aufsätze veröffentlicht.

## Publikationen (Auswahl)
- als Hrsg.: Aufgespürt. Neue Entdeckungen der Essener Stadtarchäologie. Klartext Verlag, Essen 2020, ISBN 978-3-8375-2353-9.
- als Hrsg.: Aus dem Müll gelesen: Tinten-, Tusche und Leimgefäße von der Glückstraße. (= Berichte aus der Essener Denkmalpflege. 22). Essen 2020.
- als Hrsg.: grüne mitte essen. (= Berichte aus der Essener Denkmalpflege. 21). Essen 2020.
- als Hrsg.: Archäologische Spuren zum Bergbau in Essen. Vom Steinbeil bis zur Grubenlampe. Klartext Verlag, Essen 2019, ISBN 978-3-8375-2070-5.
- mit Martin-Vollmer-König: Archäologie der Schwerindustrie. In: Archäologie in Deutschland. Nr. 3, 2018, ISSN 0176-8522, S. 8–13.
- mit Bianca Khil und Elke Schneider (Hrsg.): Burgenland Essen. Burgen, Schlösser und feste Häuser in Essen. Klartext Verlag, Essen 2017, ISBN 978-3-8375-1739-2.
- als Hrsg.: Schlaglichter. Einblicke in die Archäologie von Heisingen (= Aus Heisingens Vergangenheit. 1). Essen 2014.
- als Hrsg.: Spuren. Entdecken, Lesen und Verstehen. Neues von der Stadtarchäologie Essen. Klartext Verlag, Essen 2013, ISBN 978-3-8375-0888-8.
- als Hrsg.: Mit dem Rad in Essens Vergangenheit. Ausgewählte Touren zu Archäologie und Geschichte. Klartext Verlag, Essen 2012, ISBN 978-3-8375-0708-9.
- Nahaufnahmen. 100 Entdeckungen der Stadtarchäologie Essen. (Fotografien: Peter Hadasch). Klartext Verlag, Essen 2011, ISBN 978-3-8375-0514-6.
- Industrie. Archäologie. Essen. Industriearchäologie in Essen. Klartext Verlag, Essen 2010, ISBN 978-3-8375-0428-6.
- wieder-entdeckt. Berichte der Essener Stadtarchäologie 2005–2009. Klartext Verlag, Essen 2009, ISBN 978-3-8375-0228-2.
- Ans Tageslicht gebracht. Archäologie in der Essener City. Klartext Verlag, Essen 2008, ISBN 978-3-89861-804-5.
- Brückenschlag in die Vergangenheit. Archäologie in Kettwig an der Ruhr. Klartext Verlag, Essen 2006, ISBN 3-89861-581-2.
- Unter unseren Füßen. Ein archäologischer Streifzug durch Werden. Klartext Verlag, Essen 2005, ISBN 3-89861-490-5.
- Angeschnitten. Eine Zeitreise durch 200.000 Jahre Stadtgeschichte. Berichte aus der Stadtarchäologie 2000 bis 2004. Klartext Verlag, Essen 2004, ISBN 3-89861-391-7.
- mit Heinz-Jürgen Przybilla (Hrsg.): Denkmäler 3D. Erfassung – Verwaltung – Analyse – Präsentation. (= VDV Schriftenreihe. Bd. 23). Essen 2004.
- mit Peter Mesenburg und Heinz-Jürgen Przybilla: Archäologie und Vermessung. Verlag Fotoforum SchwarzBunt e. V., Düsseldorf 2003, ISBN 3-928625-08-X.
- Essen vor der Geschichte. Die Archäologie der Stadt bis zum 9. Jahrhundert. In: Ulrich Borsdorf (Hrsg.): Essen – Geschichte einer Stadt. Verlag Peter Pomp, Bottrop/Essen 2002, ISBN 3-89355-236-7, S. 20–57.
- mit Charlotte Trümpler (Hrsg.): Die frühe römische Kaiserzeit im Ruhrgebiet. Kolloquium des Ruhrlandmuseums und der Stadtarchäologie/Denkmalbehörde in Zusammenarbeit mit der Universität Essen. Klartext Verlag, Essen 2001, ISBN 3-89861-069-1.
- mit Bianca Khil und Elke Schneider: Archäologische Bibliographie der Stadt Essen. Klartext Verlag, Essen 2000, ISBN 3-88474-897-1.
- als Hrsg.: Stadtarchäologie in Essen. Pomp Verlag, Bottrop 1999, ISBN 3-89355-203-0.
- mit Cordula Brand: Essen. Von den Anfängen bis zum Mittelalter. Ed. Archaea, Gelsenkirchen 1995, ISBN 3-929439-22-0.
- Studien zur früh- und mitteleisenzeitlichen Siedlungskeramik des linken Niederrheins. Leidorf, Buch am Erlbach 1991, ISBN 3-924734-26-7 (zugl. teilweise Univ.-Diss.)